# Castello Zakimi
Il castello Zakimi (座喜味城) è un gusuku in rovina che si trova nella prefettura di Okinawa, in Giappone. Rimangono le mura e le fondamenta che sono state restaurate.

## Storia
Il castello venne costruito fra il 1416 e il 1422 da Gosamaru e si trova nella parte settentrionale dell'isola di Okinawa. La fortezza è costituita da due corti interne, ognuna dotata di una porta ad arco, il primo esempio in pietra di una simile costruzione nell'arcipelago delle Ryu Kyu.
Prima e durante la seconda guerra mondiale il castello venne utilizzato dai giapponesi come una postazione militare contro le truppe nemiche, mentre dopo la fine della guerra gli Stati Uniti vi installarono una postazione radar. A questo scopo alcuni muri sono stati distrutti, ma successivamente essi vennero restaurati.
Nel 2000 il castello Zakimi, insieme ad altri gusuku delle Ryu Kyu, è stato inserito nell'elenco dei Patrimoni dell'umanità dell'UNESCO.